# تختال (زمین‌شناسی)

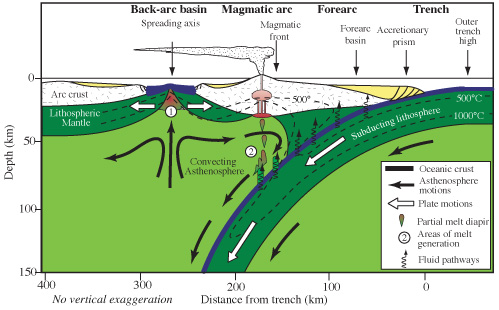
شکل یک نمودار شماتیک که یک منطقه فرورانش را نشان می‌دهد. تختال فرورانشی در سمت راست با گرادیان دمایی متفاوت وارد گوشته می‌شود، در حالی که آب را در یک حرکت رو به پایین وارد می‌کند.

در زمین‌شناسی، تختال (انگلیسی: Slab) یک جزء مهم در منطقه فرورانش است.
تختال‌های فرورانشی، زمین‌ساخت صفحه‌ای را با کشیدن در امتداد سنگ‌کره در فرایندی که به نام کشش تختالی شناخته می‌شود و با القای جریان در گوشته از طریق مکش تختالی هدایت می‌کند. تختال بر همرفت گوشته و تکامل گوشته سیاره‌ای به دلیل وارد شدن سنگ‌کره آبدار اقیانوسی تأثیر می‌گذارد. هنگامی که مواد سبک‌وزن سنگ‌کره قاره ای حاشیه‌های فعال قاره‌ای و کمان‌های آتشفشانی تولید می‌کنند، سنگ‌کره چگال اقیانوسی در گوشته زمین فرومی‌رود و باعث ایجاد پدیده آتشفشان‌خیزی می‌شود. بازیافت تختال فرورانش‌شده، آتشفشان‌خیزی را با ذوب جریان از گوِهٔ گوشته‌ای نشان می‌دهد. حرکت تختالی می‌تواند باعث بالا آمدن دینامیکی و فرونشست سطح زمین شود که باعث تشکیل راه‌های دریایی کم عمق و به‌طور بالقوه بازآرایی الگوهای زهکشی می‌شود.